# 2024-es Formula–1 mexikóvárosi nagydíj
A mexikóvárosi nagydíj a 2024-es Formula–1 világbajnokság huszadik futama volt, amelyet 2024. október 25. és október 27. között rendeztek meg az Autódromo Hermanos Rodríguez versenypályán, Mexikóvárosban.

## Választható keverékek
| Abroncs              | Friss | Használt |
| -------------------- | ----- | -------- |
| Kemény keverék (C3)  |       |          |
| Közepes keverék (C4) |       |          |
| Lágy keverék (C5)    |       |          |
| Átmeneti esőgumi (I) |       |          |
| Teljes esőgumi (W)   |       |          |

## Szabadedzések

### Első szabadedzés
A mexikói nagydíj első szabadedzését október 25-én, péntek este tartották, magyar idő szerint 20:30-tól.
| helyezés | versenyző             | csapat/motor                 | elért idő | különbség | futott kör |
| -------- | --------------------- | ---------------------------- | --------- | --------- | ---------- |
| 1        | George Russell        | Mercedes                     | 1:17,998  |           | 23         |
| 2        | Carlos Sainz Jr.      | Ferrari                      | 1:18,315  | +0,317    | 24         |
| 3        | Cunoda Júki           | RB-Honda RBPT                | 1:18,699  | +0,701    | 23         |
| 4        | Max Verstappen        | Red Bull Racing-Honda RBPT   | 1:18,839  | +0,841    | 14         |
| 5        | Nico Hülkenberg       | Haas-Ferrari                 | 1:18,904  | +0,906    | 17         |
| 6        | Oscar Piastri         | McLaren-Mercedes             | 1:18,958  | +0,960    | 23         |
| 7        | Esteban Ocon          | Alpine-Renault               | 1:18,996  | +0,998    | 22         |
| 8        | Valtteri Bottas       | Kick Sauber-Ferrari          | 1:19,048  | +1,050    | 23         |
| 9        | Liam Lawson           | RB-Honda RBPT                | 1:19,093  | +1,095    | 25         |
| 10       | Sergio Pérez          | Red Bull Racing-Honda RBPT   | 1:19,094  | +1,096    | 22         |
| 11       | Franco Colapinto      | Williams-Mercedes            | 1:19,109  | +1,111    | 20         |
| 12       | Andrea Kimi Antonelli | Mercedes                     | 1:19,200  | +1,202    | 18         |
| 13       | Pato O’Ward           | McLaren-Mercedes             | 1:19,295  | +1,297    | 21         |
| 14       | Kevin Magnussen       | Haas-Ferrari                 | 1:19,335  | +1,337    | 22         |
| 15       | Pierre Gasly          | Alpine-Renault               | 1:19,340  | +1,342    | 20         |
| 16       | Lance Stroll          | Aston Martin Aramco-Mercedes | 1:19,600  | +1,602    | 17         |
| 17       | Alexander Albon       | Williams-Mercedes            | 1:19,812  | +1,814    | 7          |
| 18       | Felipe Drugovich      | Aston Martin Aramco-Mercedes | 1:19,819  | +1,821    | 17         |
| 19       | Robert Svarcman       | Kick Sauber-Ferrari          | 1:19,988  | +1,990    | 18         |
| 20       | Oliver Bearman        | Ferrari                      | 1:21,256  | +3,258    | 7          |

### Második szabadedzés
A mexikói nagydíj második szabadedzését október 26-án, szombat éjszaka tartották, magyar idő szerint 00:00-tól.
| helyezés | versenyző        | csapat/motor                 | elért idő  | különbség | futott kör |
| -------- | ---------------- | ---------------------------- | ---------- | --------- | ---------- |
| 1        | Carlos Sainz Jr. | Ferrari                      | 1:17,699   |           | 34         |
| 2        | Oscar Piastri    | McLaren-Mercedes             | 1:17,877   | +0,178    | 30         |
| 3        | Cunoda Júki      | RB-Honda RBPT                | 1:17,878   | +0,179    | 30         |
| 4        | Charles Leclerc  | Ferrari                      | 1:17,887   | +0,188    | 31         |
| 5        | Lando Norris     | McLaren-Mercedes             | 1:17,948   | +0,249    | 36         |
| 6        | Kevin Magnussen  | Haas-Ferrari                 | 1:18,239   | +0,540    | 34         |
| 7        | Lewis Hamilton   | Mercedes                     | 1:18,279   | +0,580    | 36         |
| 8        | Valtteri Bottas  | Kick Sauber-Ferrari          | 1:18,351   | +0,652    | 32         |
| 9        | Sergio Pérez     | Red Bull Racing-Honda RBPT   | 1:18,392   | +0,693    | 32         |
| 10       | Liam Lawson      | RB-Honda RBPT                | 1:18,560   | +0,861    | 29         |
| 11       | Fernando Alonso  | Aston Martin Aramco-Mercedes | 1:18,579   | +0,880    | 35         |
| 12       | Nico Hülkenberg  | Haas-Ferrari                 | 1:18,621   | +0,922    | 34         |
| 13       | Esteban Ocon     | Alpine-Renault               | 1:18,656   | +0,957    | 30         |
| 14       | Lance Stroll     | Aston Martin Aramco-Mercedes | 1:18,890   | +1,191    | 34         |
| 15       | Franco Colapinto | Williams-Mercedes            | 1:18,908   | +1,209    | 30         |
| 16       | Pierre Gasly     | Alpine-Renault               | 1:18,942   | +1,243    | 30         |
| 17       | Csou Kuan-jü     | Kick Sauber-Ferrari          | 1:18,980   | +1,281    | 37         |
| 18       | George Russell   | Mercedes                     | 1:19,041   | +1,342    | 4          |
| 19       | Max Verstappen   | Red Bull Racing-Honda RBPT   | idő nélkül |           | 4          |
| 20       | Alexander Albon  | Williams-Mercedes            | idő nélkül |           | 0          |

### Harmadik szabadedzés
A mexikói nagydíj harmadik szabadedzését október 26-án, szombat este tartották, magyar idő szerint 19:30-tól.
| helyezés | versenyző        | csapat/motor                 | elért idő | különbség | futott kör |
| -------- | ---------------- | ---------------------------- | --------- | --------- | ---------- |
| 1        | Oscar Piastri    | McLaren-Mercedes             | 1:16,492  |           | 18         |
| 2        | Lando Norris     | McLaren-Mercedes             | 1:16,551  | +0,059    | 18         |
| 3        | Carlos Sainz Jr. | Ferrari                      | 1:16,832  | +0,340    | 21         |
| 4        | Max Verstappen   | Red Bull Racing-Honda RBPT   | 1:17,003  | +0,511    | 26         |
| 5        | Lewis Hamilton   | Mercedes                     | 1:17,060  | +0,568    | 21         |
| 6        | Charles Leclerc  | Ferrari                      | 1:17,232  | +0,740    | 24         |
| 7        | Cunoda Júki      | RB-Honda RBPT                | 1:17,302  | +0,810    | 20         |
| 8        | George Russell   | Mercedes                     | 1:17,341  | +0,849    | 28         |
| 9        | Kevin Magnussen  | Haas-Ferrari                 | 1:17,474  | +0,982    | 19         |
| 10       | Liam Lawson      | RB-Honda RBPT                | 1:17,494  | +1,002    | 23         |
| 11       | Alexander Albon  | Williams-Mercedes            | 1:17,511  | +1,019    | 19         |
| 12       | Valtteri Bottas  | Kick Sauber-Ferrari          | 1:17,639  | +1,147    | 25         |
| 13       | Franco Colapinto | Williams-Mercedes            | 1:17,712  | +1,220    | 18         |
| 14       | Sergio Pérez     | Red Bull Racing-Honda RBPT   | 1:17,787  | +1,295    | 19         |
| 15       | Fernando Alonso  | Aston Martin Aramco-Mercedes | 1:17,798  | +1,306    | 23         |
| 16       | Nico Hülkenberg  | Haas-Ferrari                 | 1:17,819  | +1,327    | 20         |
| 17       | Lance Stroll     | Aston Martin Aramco-Mercedes | 1:17,900  | +1,408    | 26         |
| 18       | Esteban Ocon     | Alpine-Renault               | 1:18,324  | +1,832    | 19         |
| 19       | Csou Kuan-jü     | Kick Sauber-Ferrari          | 1:18,428  | +1,936    | 18         |
| 20       | Pierre Gasly     | Alpine-Renault               | 1:18,454  | +1,962    | 20         |

## Időmérő edzés
| helyezés | rajtszám | versenyző        | csapat/motor                 | 1. rész  | 2. rész  | 3. rész  | rajthely | futott kör |
| -------- | -------- | ---------------- | ---------------------------- | -------- | -------- | -------- | -------- | ---------- |
| 1        | 55       | Carlos Sainz Jr. | Ferrari                      | 1:16,778 | 1:16,515 | 1:15,946 | 1        | 21         |
| 2        | 1        | Max Verstappen   | Red Bull Racing-Honda RBPT   | 1:16,803 | 1:16,514 | 1:16,171 | 2        | 18         |
| 3        | 4        | Lando Norris     | McLaren-Mercedes             | 1:16,505 | 1:16,301 | 1:16,260 | 3        | 15         |
| 4        | 16       | Charles Leclerc  | Ferrari                      | 1:16,972 | 1:16,641 | 1:16,265 | 4        | 21         |
| 5        | 63       | George Russell   | Mercedes                     | 1:17,194 | 1:16,937 | 1:16,356 | 5        | 19         |
| 6        | 44       | Lewis Hamilton   | Mercedes                     | 1:17,306 | 1:16,973 | 1:16,651 | 6        | 19         |
| 7        | 20       | Kevin Magnussen  | Haas-Ferrari                 | 1:17,125 | 1:17,003 | 1:16,886 | 7        | 18         |
| 8        | 10       | Pierre Gasly     | Alpine-Renault               | 1:17,149 | 1:17,048 | 1:16,892 | 8        | 18         |
| 9        | 23       | Alexander Albon  | Williams-Mercedes            | 1:17,189 | 1:16,988 | 1:17,065 | 9        | 18         |
| 10       | 27       | Nico Hülkenberg  | Haas-Ferrari                 | 1:17,186 | 1:16,995 | 1:17,365 | 10       | 18         |
| 11       | 22       | Cunoda Júki      | RB-Honda RBPT                | 1:17,182 | 1:17,129 |          | 11       | 11         |
| 12       | 30       | Liam Lawson      | RB-Honda RBPT                | 1:17,380 | 1:17,162 |          | 12       | 11         |
| 13       | 14       | Fernando Alonso  | Aston Martin Aramco-Mercedes | 1:17,307 | 1:17,168 |          | 13       | 13         |
| 14       | 18       | Lance Stroll     | Aston Martin Aramco-Mercedes | 1:17,407 | 1:17,294 |          | 14       | 14         |
| 15       | 77       | Valtteri Bottas  | Kick Sauber-Ferrari          | 1:17,393 | 1:17,817 |          | 15       | 14         |
| 16       | 43       | Franco Colapinto | Williams-Mercedes            | 1:17,558 |          |          | 16       | 6          |
| 17       | 81       | Oscar Piastri    | McLaren-Mercedes             | 1:17,597 |          |          | 17       | 8          |
| 18       | 11       | Sergio Pérez     | Red Bull Racing-Honda RBPT   | 1:17,611 |          |          | 18       | 9          |
| 19       | 31       | Esteban Ocon     | Alpine-Renault               | 1:17,617 |          |          | boxutca  | 9          |
| 20       | 24       | Csou Kuan-jü     | Kick Sauber-Ferrari          | 1:18,072 |          |          | 19       | 9          |

## Futam
| helyezés | rajtszám | versenyző        | csapat/motor                 | futott kör | idő/kiesés oka | rajthely | pont |
| -------- | -------- | ---------------- | ---------------------------- | ---------- | -------------- | -------- | ---- |
| 1        | 55       | Carlos Sainz Jr. | Ferrari                      | 71         | 1:40:55,800    | 1        | 25   |
| 2        | 4        | Lando Norris     | McLaren-Mercedes             | 71         | +4,705         | 3        | 18   |
| 3        | 16       | Charles Leclerc  | Ferrari                      | 71         | +34,387        | 4        | 16   |
| 4        | 44       | Lewis Hamilton   | Mercedes                     | 71         | +44,780        | 6        | 12   |
| 5        | 63       | George Russell   | Mercedes                     | 71         | +48,536        | 5        | 10   |
| 6        | 1        | Max Verstappen   | Red Bull Racing-Honda RBPT   | 71         | +59,558        | 2        | 8    |
| 7        | 20       | Kevin Magnussen  | Haas-Ferrari                 | 71         | +1:03,642      | 7        | 6    |
| 8        | 81       | Oscar Piastri    | McLaren-Mercedes             | 71         | +1:04,928      | 17       | 4    |
| 9        | 27       | Nico Hülkenberg  | Haas-Ferrari                 | 70         | +1 kör         | 10       | 2    |
| 10       | 10       | Pierre Gasly     | Alpine-Renault               | 70         | +1 kör         | 8        | 1    |
| 11       | 18       | Lance Stroll     | Aston Martin Aramco-Mercedes | 70         | +1 kör         | 14       |      |
| 12       | 43       | Franco Colapinto | Williams-Mercedes            | 70         | +1 kör         | 16       |      |
| 13       | 31       | Esteban Ocon     | Alpine-Renault               | 70         | +1 kör         | boxutca  |      |
| 14       | 77       | Valtteri Bottas  | Sauber-Ferrari               | 70         | +1 kör         | 15       |      |
| 15       | 24       | Csou Kuan-jü     | Sauber-Ferrari               | 70         | +1 kör         | 19       |      |
| 16       | 30       | Liam Lawson      | RB-Honda RBPT                | 70         | +1 kör         | 12       |      |
| 17       | 11       | Sergio Pérez     | Red Bull Racing-Honda RBPT   | 70         | +1 kör         | 18       |      |
| Ki       | 14       | Fernando Alonso  | Aston Martin Aramco-Mercedes | 15         | fékek          | 13       |      |
| Ki       | 23       | Alexander Albon  | Williams-Mercedes            | 0          | baleset        | 9        |      |
| Ki       | 22       | Cunoda Júki      | RB-Honda RBPT                | 0          | baleset        | 11       |      |